# Kvalifikace na Mistrovství Evropy ve fotbale 2008 – skupina F
Zápasy této kvalifikační skupiny na Mistrovství Evropy ve fotbale 2008 se konaly v letech 2006 a 2007. Ze sedmi účastníků si postup na závěrečný turnaj zajistily první dva týmy.

## Tabulka
| Poř. | Země            | Z  | V | R | P | VG | OG | B  |
| ---- | --------------- | -- | - | - | - | -- | -- | -- |
| 1.   | Španělsko       | 12 | 9 | 1 | 2 | 23 | 8  | 28 |
| 2.   | Švédsko         | 12 | 8 | 2 | 2 | 23 | 9  | 26 |
| 3.   | Severní Irsko   | 12 | 6 | 2 | 4 | 17 | 14 | 20 |
| 4.   | Dánsko          | 12 | 6 | 2 | 4 | 21 | 11 | 20 |
| 5.   | Lotyšsko        | 12 | 4 | 0 | 8 | 15 | 17 | 12 |
| 6.   | Island          | 12 | 2 | 2 | 8 | 10 | 27 | 8  |
| 7.   | Lichtenštejnsko | 12 | 2 | 1 | 9 | 9  | 32 | 7  |

## Křížová tabulka
| Země            | Dánsko | Island | Lichtenštejnsko | Lotyšsko | Severní Irsko | Španělsko | Švédsko |
| --------------- | ------ | ------ | --------------- | -------- | ------------- | --------- | ------- |
| Dánsko          | –      | 3:0    | 4:0             | 3:1      | 0:0           | 1:3       | 0:32    |
| Island          | 0:2    | –      | 1:1             | 2:4      | 2:1           | 1:1       | 1:2     |
| Lichtenštejnsko | 0:4    | 3:0    | –               | 1:0      | 1:4           | 0:2       | 0:3     |
| Lotyšsko        | 0:2    | 4:0    | 4:1             | –        | 1:0           | 0:2       | 0:1     |
| Severní Irsko   | 2:1    | 0:3    | 3:1             | 1:0      | –             | 3:2       | 2:1     |
| Španělsko       | 2:1    | 1:0    | 4:0             | 2:0      | 1:0           | –         | 3:0     |
| Švédsko         | 0:0    | 5:0    | 3:1             | 2:1      | 1:1           | 2:0       | –       |

2 Kontumace za napadení rozhodčího fanouškem.

## Zápasy
| 2. září 2006 15:00 UTC+1 |        |                                                |                                                                        |
| Severní Irsko            | 0 – 3  | Island                                         | Windsor Park, Belfast diváci: 14 500 rozhodčí: Tommy Skjerven (Norsko) |
|                          | Report | Þorvaldsson 13' Hreiðarsson 20' Guðjohnsen 37' | Windsor Park, Belfast diváci: 14 500 rozhodčí: Tommy Skjerven (Norsko) |

| 2. září 2006 20:00 UTC+3 |        |               |                                                                         |
| Lotyšsko                 | 0 – 1  | Švédsko       | Skonto Stadions, Riga diváci: 7 500 rozhodčí: Darko Ceferin (Slovinsko) |
|                          | Report | Källström 38' | Skonto Stadions, Riga diváci: 7 500 rozhodčí: Darko Ceferin (Slovinsko) |

| 2. září 2006 22:00 UTC+2                  |        |                 |                                                                                       |
| Španělsko                                 | 4 – 0  | Lichtenštejnsko | Estadio Nuevo Vivero, Badajoz diváci: 14 876 rozhodčí: Ljubomir Krstevski (Makedonie) |
| Torres 20' Villa 45', 62' Luis García 66' | Report |                 | Estadio Nuevo Vivero, Badajoz diváci: 14 876 rozhodčí: Ljubomir Krstevski (Makedonie) |

| 6. září 2006 19:30 UTC+2      |        |                 |                                                                       |
| Švédsko                       | 3 – 1  | Lichtenštejnsko | Ullevi, Göteborg diváci: 17 735 rozhodčí: Veaceslav Banari (Moldávie) |
| Allbäck 2', 69' Rosenberg 89' | Report | M. Frick 27'    | Ullevi, Göteborg diváci: 17 735 rozhodčí: Veaceslav Banari (Moldávie) |

| 6. září 2006 18:05 UTC+0 |        |                           |                                                                             |
| Island                   | 0 – 2  | Dánsko                    | Laugardalsvöllur, Reykjavík diváci: 10 007 rozhodčí: Nikolai Ivanov (Rusko) |
|                          | Report | Rommedahl 5' Tomasson 33' | Laugardalsvöllur, Reykjavík diváci: 10 007 rozhodčí: Nikolai Ivanov (Rusko) |

| 6. září 2006 20:15 UTC+1 |        |                    |                                                                            |
| Severní Irsko            | 3 – 2  | Španělsko          | Windsor Park, Belfast diváci: 14 500 rozhodčí: Frank De Bleeckere (Belgie) |
| Healy 20', 65', 80'      | Report | Xavi 14' Villa 52' | Windsor Park, Belfast diváci: 14 500 rozhodčí: Frank De Bleeckere (Belgie) |

| 7. října 2006 20:00 UTC+2 |        |               |                                                                 |
| Dánsko                    | 0 – 0  | Severní Irsko | Parken, Kodaň diváci: 41 482 rozhodčí: Konrad Plautz (Rakousko) |
|                           | Report |               | Parken, Kodaň diváci: 41 482 rozhodčí: Konrad Plautz (Rakousko) |

| 7. října 2006 21:00 UTC+3                        |        |        |                                                                  |
| Lotyšsko                                         | 4 – 0  | Island | Skonto Stadions, Riga diváci: 7 500 rozhodčí: Alan Kelly (Irsko) |
| Karlsons 14' Verpakovskis 15', 25' Višņakovs 52' | Report |        | Skonto Stadions, Riga diváci: 7 500 rozhodčí: Alan Kelly (Irsko) |

| 7. října 2006 20:00 UTC+2 |        |           |                                                                        |
| Švédsko                   | 2 – 0  | Španělsko | Råsunda Stadion, Solna diváci: 33 056 rozhodčí: Steve Bennett (Anglie) |
| Elmander 10' Allbäck 82'  | Report |           | Råsunda Stadion, Solna diváci: 33 056 rozhodčí: Steve Bennett (Anglie) |

| 11. října 2006 18:05 UTC+0 |        |                              |                                                                                 |
| Island                     | 1 – 2  | Švédsko                      | Laugardalsvöllur, Reykjavík diváci: 10 000 rozhodčí: Grzegorz Gilewski (Polsko) |
| Viðarsson 6'               | Report | Källström 8' Wilhelmsson 59' | Laugardalsvöllur, Reykjavík diváci: 10 000 rozhodčí: Grzegorz Gilewski (Polsko) |

| 11. října 2006 20:15 UTC+2 |        |                                               |                                                                        |
| Lichtenštejnsko            | 0 – 4  | Dánsko                                        | Rheinpark Stadion, Vaduz diváci: 2 400 rozhodčí: Ceri Richards (Wales) |
|                            | Report | D. Jensen 29' Gravgaard 32' Tomasson 51', 64' | Rheinpark Stadion, Vaduz diváci: 2 400 rozhodčí: Ceri Richards (Wales) |

| 11. října 2006 20:00 UTC+1 |        |          |                                                                           |
| Severní Irsko              | 1 – 0  | Lotyšsko | Windsor Park, Belfast diváci: 14 500 rozhodčí: Helmut Fleischer (Německo) |
| Healy 35'                  | Report |          | Windsor Park, Belfast diváci: 14 500 rozhodčí: Helmut Fleischer (Německo) |

| 24. března 2007 20:15 UTC+1 |        |                                  |                                                                           |
| Lichtenštejnsko             | 1 – 4  | Severní Irsko                    | Rheinpark Stadion, Vaduz diváci: 4 340 rozhodčí: Oleh Oriekhov (Ukrajina) |
| Burgmeier 90+1'             | Report | Healy 52', 75', 83' McCann 90+2' | Rheinpark Stadion, Vaduz diváci: 4 340 rozhodčí: Oleh Oriekhov (Ukrajina) |

| 24. března 2007 22:00 UTC+1 |        |               |                                                                                        |
| Španělsko                   | 2 – 1  | Dánsko        | Santiago Bernabéu Stadium, Madrid diváci: 75 000 rozhodčí: Massimo Busacca (Švýcarsko) |
| Morientes 34' Villa 45+1'   | Report | Gravgaard 49' | Santiago Bernabéu Stadium, Madrid diváci: 75 000 rozhodčí: Massimo Busacca (Švýcarsko) |

| 28. března 2007 19:30 UTC+2 |        |          |                                                                          |
| Lichtenštejnsko             | 1 – 0  | Lotyšsko | Rheinpark Stadion, Vaduz diváci: 1 680 rozhodčí: Serge Gumienny (Belgie) |
| M. Frick 17'                | Report |          | Rheinpark Stadion, Vaduz diváci: 1 680 rozhodčí: Serge Gumienny (Belgie) |

| 28. března 2007 19:45 UTC+1 |        |              |                                                                            |
| Severní Irsko               | 2 – 1  | Švédsko      | Windsor Park, Belfast diváci: 14 500 rozhodčí: Eric Braamhaar (Nizozemsko) |
| Healy 31', 58'              | Report | Elmander 26' | Windsor Park, Belfast diváci: 14 500 rozhodčí: Eric Braamhaar (Nizozemsko) |

| 28. března 2007 22:00 UTC+2 |        |        |                                                                                  |
| Španělsko                   | 1 – 0  | Island | ONO Estadi, Palma de Mallorca diváci: 20 000 rozhodčí: Laurent Duhamel (Francie) |
| Iniesta 80'                 | Report |        | ONO Estadi, Palma de Mallorca diváci: 20 000 rozhodčí: Laurent Duhamel (Francie) |

| 2. června 2007 16:00 UTC+0 |        |                 |                                                                            |
| Island                     | 1 – 1  | Lichtenštejnsko | Laugardalsvöllur, Reykjavík diváci: 5 139 rozhodčí: Sten Kaldma (Estonsko) |
| B. Gunnarsson 27'          | Report | Rohrer 69'      | Laugardalsvöllur, Reykjavík diváci: 5 139 rozhodčí: Sten Kaldma (Estonsko) |

| 2. června 2007 20:00 UTC+2 |             |         |                                                                 |
| Dánsko                     | 0 – 3 kont. | Švédsko | Parken, Kodaň diváci: 42 083 rozhodčí: Herbert Fandel (Německo) |
|                            | Report      |         | Parken, Kodaň diváci: 42 083 rozhodčí: Herbert Fandel (Německo) |

| 2. června 2007 21:30 UTC+3 |        |                             |                                                                        |
| Lotyšsko                   | 0 – 2  | Španělsko                   | Skonto Stadions, Riga diváci: 10 000 rozhodčí: Craig Thomson (Skotsko) |
|                            | Report | Zakra 45' (vl.) Iniesta 60' | Skonto Stadions, Riga diváci: 10 000 rozhodčí: Craig Thomson (Skotsko) |

| 6. června 2007 20:15 UTC+2                                  |        |        |                                                                           |
| Švédsko                                                     | 5 – 0  | Island | Råsunda Stadion, Solna diváci: 33 338 rozhodčí: Alain Hamer (Lucembursko) |
| Allbäck 11', 51' A. Svensson 42' Mellberg 45' Rosenberg 50' | Report |        | Råsunda Stadion, Solna diváci: 33 338 rozhodčí: Alain Hamer (Lucembursko) |

| 6. června 2007 20:30 UTC+2 |        |               |                                                                         |
| Lichtenštejnsko            | 0 – 2  | Španělsko     | Rheinpark Stadion, Vaduz diváci: 5 739 rozhodčí: Nikolai Ivanov (Rusko) |
|                            | Report | Villa 8', 14' | Rheinpark Stadion, Vaduz diváci: 5 739 rozhodčí: Nikolai Ivanov (Rusko) |

| 6. června 2007 21:30 UTC+3 |        |                    |                                                                         |
| Lotyšsko                   | 0 – 2  | Dánsko             | Skonto Stadions, Riga diváci: 7 500 rozhodčí: Matteo Trefoloni (Itálie) |
|                            | Report | Rommedahl 15', 17' | Skonto Stadions, Riga diváci: 7 500 rozhodčí: Matteo Trefoloni (Itálie) |

| 22. srpna 2007 19:45 UTC+1 |        |                 |                                                                      |
| Severní Irsko              | 3 – 1  | Lichtenštejnsko | Windsor Park, Belfast diváci: 14 500 rozhodčí: Radek Matějek (Česko) |
| Healy 5', 35' Lafferty 56' | Report | M. Frick 89'    | Windsor Park, Belfast diváci: 14 500 rozhodčí: Radek Matějek (Česko) |

| 8. září 2007 19:15 UTC+3 |        |               |                                                                           |
| Lotyšsko                 | 1 – 0  | Severní Irsko | Skonto Stadions, Riga diváci: 7 500 rozhodčí: Pedro Proença (Portugalsko) |
| Baird 56' (vl.)          | Report |               | Skonto Stadions, Riga diváci: 7 500 rozhodčí: Pedro Proença (Portugalsko) |

| 8. září 2007 20:30 UTC+2 |        |        |                                                                             |
| Švédsko                  | 0 – 0  | Dánsko | Råsunda Stadium, Solna diváci: 33 082 rozhodčí: Frank De Bleeckere (Belgie) |
|                          | Report |        | Råsunda Stadium, Solna diváci: 33 082 rozhodčí: Frank De Bleeckere (Belgie) |

| 8. září 2007 20:00 UTC+0 |        |             |                                                                              |
| Island                   | 1 – 1  | Španělsko   | Laugardalsvöllur, Reykjavík diváci: 7 000 rozhodčí: Wolfgang Stark (Německo) |
| Hallfreðsson 40'         | Report | Iniesta 86' | Laugardalsvöllur, Reykjavík diváci: 7 000 rozhodčí: Wolfgang Stark (Německo) |

| 12. září 2007 20:00 UTC+2                      |        |                 |                                                                      |
| Dánsko                                         | 4 – 0  | Lichtenštejnsko | NRGi Park, Aarhus diváci: 20 005 rozhodčí: Mark Clattenburg (Anglie) |
| Nordstrand 3', 36' M. Laursen 12' Tomasson 18' | Report |                 | NRGi Park, Aarhus diváci: 20 005 rozhodčí: Mark Clattenburg (Anglie) |

| 12. září 2007 18:05 UTC+0          |        |                  |                                                                            |
| Island                             | 2 – 1  | Severní Irsko    | Laugardalsvöllur, Reykjavík diváci: 2 500 rozhodčí: Jurij Baskakov (Rusko) |
| Björnsson 6' Gillespie 90+1' (vl.) | Report | Healy 72' (pen.) | Laugardalsvöllur, Reykjavík diváci: 2 500 rozhodčí: Jurij Baskakov (Rusko) |

| 12. září 2007 22:00 UTC+2 |        |          |                                                                              |
| Španělsko                 | 2 – 0  | Lotyšsko | Estadio Carlos Tartiere, Oviedo diváci: 25 000 rozhodčí: Alon Yefet (Izrael) |
| Xavi 13' Torres 86'       | Report |          | Estadio Carlos Tartiere, Oviedo diváci: 25 000 rozhodčí: Alon Yefet (Izrael) |

| 13. října 2007 16:00 UTC+0 |        |                                             |                                                                        |
| Island                     | 2 – 4  | Lotyšsko                                    | Laugardalsvöllur, Rejkjavík diváci: 5 865 rozhodčí: Mike Dean (Anglie) |
| Guðjohnsen 4', 52'         | Report | Kļava 27' Laizāns 31' Verpakovskis 37', 46' | Laugardalsvöllur, Rejkjavík diváci: 5 865 rozhodčí: Mike Dean (Anglie) |

| 13. října 2007 19:00 UTC+2 |        |                                               |                                                                           |
| Lichtenštejnsko            | 0 – 3  | Švédsko                                       | Rheinpark Stadion, Vaduz diváci: 4 131 rozhodčí: Paolo Dondarini (Itálie) |
|                            | Report | Ljungberg 19' Wilhelmsson 29' A. Svensson 56' | Rheinpark Stadion, Vaduz diváci: 4 131 rozhodčí: Paolo Dondarini (Itálie) |

| 13. října 2007 20:00 UTC+2 |        |                                |                                                                     |
| Dánsko                     | 1 – 3  | Španělsko                      | NRGi Park, Aarhus diváci: 19 849 rozhodčí: Ľuboš Micheľ (Slovensko) |
| Tomasson 87'               | Report | Tamudo 14' Ramos 40' Riera 89' | NRGi Park, Aarhus diváci: 19 849 rozhodčí: Ľuboš Micheľ (Slovensko) |

| 17. října 2007 20:00 UTC+2                      |        |            |                                                               |
| Dánsko                                          | 3 – 1  | Lotyšsko   | Parken, Kodaň diváci: 19 004 rozhodčí: Cüneyt Çakir (Turecko) |
| Tomasson 7' (pen.) U. Laursen 27' Rommedahl 90' | Report | Gorkšs 80' | Parken, Kodaň diváci: 19 004 rozhodčí: Cüneyt Çakir (Turecko) |

| 17. října 2007 20:00 UTC+2 |        |        |                                                                                |
| Lichtenštejnsko            | 3 – 0  | Island | Rheinpark Stadion, Vaduz diváci: 2 589 rozhodčí: Christoforos Zografos (Řecko) |
| Frick 28' Beck 80', 82'    | Report |        | Rheinpark Stadion, Vaduz diváci: 2 589 rozhodčí: Christoforos Zografos (Řecko) |

| 17. října 2007 20:30 UTC+2 |        |               |                                                                          |
| Švédsko                    | 1 – 1  | Severní Irsko | Råsunda Stadion, Solna diváci: 33 112 rozhodčí: Bertrand Layec (Francie) |
| Mellberg 15'               | Report | Lafferty 72'  | Råsunda Stadion, Solna diváci: 33 112 rozhodčí: Bertrand Layec (Francie) |

| 17. listopadu 2007 18:00 UTC+2                          |        |                  |                                                                          |
| Lotyšsko                                                | 4 – 1  | Lichtenštejnsko  | Skonto Stadions, Riga diváci: 4 800 rozhodčí: Svein Oddvar Moen (Norsko) |
| Karlsons 14' Verpakovskis 30' Laizāns 63' Višņakovs 87' | Report | Zirnis 13' (vl.) | Skonto Stadions, Riga diváci: 4 800 rozhodčí: Svein Oddvar Moen (Norsko) |

| 17. listopadu 2007 19:45 UTC+0 |        |              |                                                                         |
| Severní Irsko                  | 2 – 1  | Dánsko       | Windsor Park, Belfast diváci: 14 500 rozhodčí: Pieter Vink (Nizozemsko) |
| Feeney 62' Healy 80'           | Report | Bendtner 51' | Windsor Park, Belfast diváci: 14 500 rozhodčí: Pieter Vink (Nizozemsko) |

| 17. listopadu 2007 22:00 UTC+1      |        |         |                                                                                     |
| Španělsko                           | 3 – 0  | Švédsko | Santiago Bernabéu Stadium, Madrid diváci: 75 000 rozhodčí: Roberto Rosetti (Itálie) |
| Capdevila 14' Iniesta 39' Ramos 65' | Report |         | Santiago Bernabéu Stadium, Madrid diváci: 75 000 rozhodčí: Roberto Rosetti (Itálie) |

| 21. listopadu 2007 20:00 UTC+1           |        |        |                                                                           |
| Dánsko                                   | 3 – 0  | Island | Parken, Kodaň diváci: 15 393 rozhodčí: Olegário Benquerença (Portugalsko) |
| Bendtner 34' Tomasson 44' Kahlenberg 59' | Report |        | Parken, Kodaň diváci: 15 393 rozhodčí: Olegário Benquerença (Portugalsko) |

| 21. listopadu 2007 19:00 UTC+0 |        |               |                                                                                    |
| Španělsko                      | 1 – 0  | Severní Irsko | Estadio Gran Canaria, Las Palmas diváci: 30 000 rozhodčí: Herbert Fandel (Německo) |
| Xavi 52'                       | Report |               | Estadio Gran Canaria, Las Palmas diváci: 30 000 rozhodčí: Herbert Fandel (Německo) |

| 21. listopadu 2007 20:00 UTC+1 |        |             |                                                                          |
| Švédsko                        | 2 – 1  | Lotyšsko    | Råsunda Stadion, Solna diváci: 26 128 rozhodčí: Wolfgang Stark (Německo) |
| Allbäck 1' Källström 57'       | Report | Laizāns 26' | Råsunda Stadion, Solna diváci: 26 128 rozhodčí: Wolfgang Stark (Německo) |